# Marek Teler
Marek Teler (ur. 4 września 1996 w Warszawie) – polski dziennikarz i pisarz. 

## Życiorys
Absolwent Wydziału Dziennikarstwa, Informacji i Bibliologii Uniwersytetu Warszawskiego (licencjat – 2018, magister – 2020).
Publikował na łamach magazynów „Focus Historia” oraz „Skarpa Warszawska”, a także na portalu historycznym Histmag.org i w sekcji historycznej portalu lifestyle’owego viva.pl. W 2021 został laureatem Nagrody Klio III stopnia w kategorii varsaviana za książkę pt. Zagadka Iny Benity. AK-torzy kontra kolaboranci, wydaną nakładem Wydawnictwa Bellona. 
W latach 2021–2023 był zastępcą redaktora naczelnego „Skarpy Warszawskiej”.

## Książki
- Kochanki, bastardzi, oszuści. Nieprawe łoża królów Polski: XVI–XVIII wiek (Promohistoria Histmag.org, 2017; ISBN 978-83-65156-12-9)
- Kobiety króla Kazimierza III Wielkiego (Promohistoria Histmag.org, 2018; ISBN 978-83-66022-40-9)
- Zapomniani artyści II Rzeczypospolitej (Promohistoria Histmag.org, 2019; ISBN 978-83-65156-30-3)
- Zagadka Iny Benity. AK-torzy kontra kolaboranci (Wydawnictwo Bellona, Warszawa 2021; ISBN 978-83-11-16090-3)
- Upadły amant. Historia Igo Syma (Wydawnictwo Skarpa Warszawska, Warszawa 2021; ISBN 978-83-66939-54-7)
- Amanci II Rzeczypospolitej (Wydawnictwo Bellona, Warszawa 2022; ISBN 978-83-111-6683-7)
- Piękne skandalistki. Przedwojenne Miss Polonia (Skarpa Warszawska, Warszawa 2023; ISBN 978-83-67343-37-4)
- Fałszywi arystokraci (Dom Wydawniczy REBIS, Poznań 2023; ISBN 978-83-8188-695-6)
- Witold Conti. Każdemu wolno kochać (Oficyna Wydawnicza RYTM, Warszawa 2024; ISBN 978-83-67927-02-4)
- Amantki II Rzeczypospolitej (Wydawnictwo Bellona, Ożarów Mazowiecki 2024; ISBN 978-83-111-7349-1)